# Zdeněk Jindra
Zdeněk Jindra (28. února 1931 Chlum u Třeboně – 30. srpna 2023) byl český historik, zaměstnanec Ústavu hospodářských a sociálních dějin FF UK Praha.
Jeho zaměřením byly dějiny slovanských národů a hospodářské dějiny zemí střední a jihovýchodní Evropy v 19. a 20. století. Byl členem Společnosti pro hospodářské a sociální dějiny a Sdružení historiků ČR.

## Výběrové publikace
- Germany and the Slavs in Central Europe. Prague : Slav Comittee of Czechoslovakia, 1961. 133 s.
- Počátky tzv. východního bádání (Ostforschung) v Německu v letech 1892-1914. In Slovanský přehled. Roč. 64, č. 2 (1978), s. 124–144.
- Die Skodawerke in der ersten Phase des internationalen Wettbewerbs um die serbische Geschützbestellung : (1903-1904). In: Rapports, co-rapports, communications tchécoslovaques pour le VIe congrès de l'association internationale d'études du su-est européen. Prague : Institut de l'histoire tchécoslovaque et mondiale de l'Acad. Tchécosl. des Sciences, 1989. S. 141–154.
- Mitteleurope : program německé hegemonie v Evropě. Praha : Filosofická fak. UK, 1960. 438 s.
- Úvod do studia hospodářských a sociálních dějin. Svazek 1., O předmětu bádání, genezi a historiografii oboru. Praha : Karolinum, 1997. 161 s.